# Herbert Waddell
Pour les articles homonymes, voir Waddell.
Pas d'image ? Cliquez ici

a Compétitions nationales et continentales officielles uniquement.

b Matchs officiels uniquement.
Herbert Waddell, né le 19 septembre 1902 à Glasgow et mort le 5 janvier 1988 à Erskine, est un joueur de rugby à XV qui a joué avec l'équipe d'Écosse, et les Lions britanniques et irlandais, évoluant au poste de demi d'ouverture.

## Biographie
Il obtient sa première cape internationale le 1er janvier 1924 à l’occasion d’un match contre l'équipe de France.
Il participe au Tournoi des Cinq Nations de 1924 à 1927, puis en 1930.
Herbert Waddell prend part au Grand Chelem en 1925.
Il évolue au Glasgow Academicals RFC. Herbert Waddell gagne neuf des onze matches joués associé avec James Nelson à la charnière en équipe d'Écosse.
Il joue trois matches avec les Lions britanniques en tournée en Afrique du Sud en 1924 contre l'équipe d'Afrique du Sud.
En 1963, il devient le 77e président de la Fédération écossaise de rugby à XV.

## Statistiques en équipe nationale
- 15 sélections
- 7 essais, 2 transformations, 5 drops
- Sélections par années : 4 en 1924, 2 en 1925, 4 en 1926, 4 en 1927, 1 en 1930
- Tournois des Cinq Nations disputés: 1924, 1925, 1926, 1927, 1930.